# Potjera (epizoda)
Potjera (eng. Manhunt) devetnaesta je epizoda druge sezone američke znanstveno-fantastične serije Zvjezdane staze: Nova generacija. 

## Radnja
Dok prevozi izaslanike na federacijsku konvenciju, na Enterprise se ukrcaju i dva predstavnika s novootkrivenog planeta Antede III. Neprilagođeni za svemirsko putovanje, tuđinci dolaze na brod u samoizazvanoj komi da tako prebrode traumu njihovog putovanja.

Na putu na konferenciju, Picard i posada su iznenađeni neočekivanim dolaskom Lwaxane Troi koja također putuje na konferenciju na Pacificu. Nakon što se našao kao meta strasti Lwaxane Troi, kapetan Picard se obraća savjetnici Troi za savjet. Ona mu objasnjava da je njena majka u fazi srednjeg života kada betazoidskoj ženi naglo porastu seksualni porivi. Nesklon odbiti Lwaxanine ljubavne pokušaje, Picard potraži utočište u holodeku. Kao rezultat, ona svu svoju strast usmjeri na drugog čovjeka. Njena potjera završi na mostu kad baci oči na Rikera i objavi posadi da će se njih dvoje uskoro vjenčati.
U međuvremenu, kad Dr. Pulaski objavi da se dvoje Anteidana polako bude iz kome, Riker odlazi u holodek da obavijesti Picarda o stanju delegata. Njega slijedi Lwaxana, koja gubi interes u obojicu nakon što je upoznala Rexa, šarmantnog barmena iz holodek bara smještenog u 1940ima. Na njenu žalost, otkrije da je njen čovjek snova samo iluzija.

Vrativši se u stvarnost, Picard i Riker otkriju da su se Antediani potpuno probudili; također otkriju, zahvaljujući Lwaxaninoj telepatskoj sposobnosti, da oni uopće nisu delegati nego ubojice poslani da raznesu mjesto konferencije koristeći eksplozive sakrivene u podstavu njihove ceremonijalne odjeće.

Dok Antediane vode u kućni pritvor, Picard zahvaljuje Lwaxani za spašavanje života posade i uvjerava je da će konferencija proteći bez incidenata. Malo prije teleportacije na Pacificu, Lwxana predbacuje kapetanu za njegove perverzne misli.

## Vanjske poveznice
- Potjera na startrek.com  Arhivirana inačica izvorne stranice od 14. kolovoza 2009. (Wayback Machine)